# Semicytherura polygonoreticulata
Semicytherura polygonoreticulata is een mosselkreeftjessoort uit de familie van de Cytheruridae. De wetenschappelijke naam van de soort is voor het eerst geldig gepubliceerd in 1976 door Ishizaki & Kato.